# Mamma.com
Mamma.com est une société québécoise qui opèrait un métamoteur de recherche. En 2004, elle acquiert Copernic.
Mamma.com est devenu un site d'avis sur des sites marchands.